# レッドブル・KTM・ファクトリーレーシング
レッドブル・KTM・ファクトリーレーシング ( Red Bull KTM Factory Racing ) は、ロードレース世界選手権のMotoGPクラスに参戦するKTMのワークス・レーシングチーム。MotoGPの他にダカール・ラリーにも参戦している。

## チームの経歴
2014年9月に元オートバイレーサーのピット・バイラーが2017年のMotoGPクラスにKTMのファクトリーサポートチームとして参戦を目指したのが設立のきっかけである。
2015年には元MotoGPライダーのアレックス・ホフマンがレッドブル・リンクでKTM・RC16の走行テストを始める。その後、ミカ・カリオやランディ・ド・プニエ、2021年に引退したトーマス・ルティもテストライダーに迎え、欧州各地のサーキットを走行している。
レギュラーライダーもヨハン・ザルコやミゲル・オリベイラといったアジョ・モータースポーツ出身の有力選手を多く起用しており、チームランキングは2020年は2位、2022年は3位で終えるなど目覚ましい成長を遂げている。

## 戦績
| 年     | エントリー名                            | 車両      | タイヤ | ライダー                              | ランキング | ポイント | 優勝数 |
| ------ | --------------------------------------- | --------- | ------ | ------------------------------------- | ---------- | -------- | ------ |
| 2020年 | レッドブル・KTM・ファクトリーレーシング | KTM・RC16 | M      | ブラッド・ビンダー ポル・エスパルガロ | 3位        | 222      | 1      |
| 2021年 | レッドブル・KTM・ファクトリーレーシング | KTM・RC16 | M      | ブラッド・ビンダー ミゲル・オリベイラ | 6位        | 245      | 2      |
| 2022年 | レッドブル・KTM・ファクトリーレーシング | KTM・RC16 | M      | ブラッド・ビンダー ミゲル・オリベイラ | 2位        | 337      | 2      |
| 2023年 | レッドブル・KTM・ファクトリーレーシング | KTM・RC16 | M      | ブラッド・ビンダー ジャック・ミラー   | 4位        | 456      | 0      |
| 2024年 | レッドブル・KTM・ファクトリーレーシング | KTM・RC16 | M      | ブラッド・ビンダー ジャック・ミラー   | 6位        | 304      | 0      |